# Казаки (фильм, 1928, США)
«Казаки» («The Cossacks») — немой чёрно-белый фильм США режиссёра Кларенса Брауна по мотивам одноимённой повести Л. Н. Толстого.

## Сюжет
Молодой казак Лукашка, сын Ивана-атамана, самого лихого казака в станице, в отличие от других казаков вокруг не интересуется военной жизнью и не хочет воевать с турками. Из-за его мирного образа жизни его высмеивают другие жители станицы и даже его возлюбленная Марьяна считает его трусом. После одной из шуток станичников он срывается и становится яростным бойцом, убивающим всех турок, которые попадаются ему на пути. В это время в станицу приезжает царский гонец князь Оленин и влюбившись в Марьяну хочет забирать её с собой в столицу. Лукашка выкрадывает Марьяну, а князь погибает в одной из стычек с турками.

## В ролях
- Джон Гилберт — Лукашка
- Рене Адоре — Марьяна

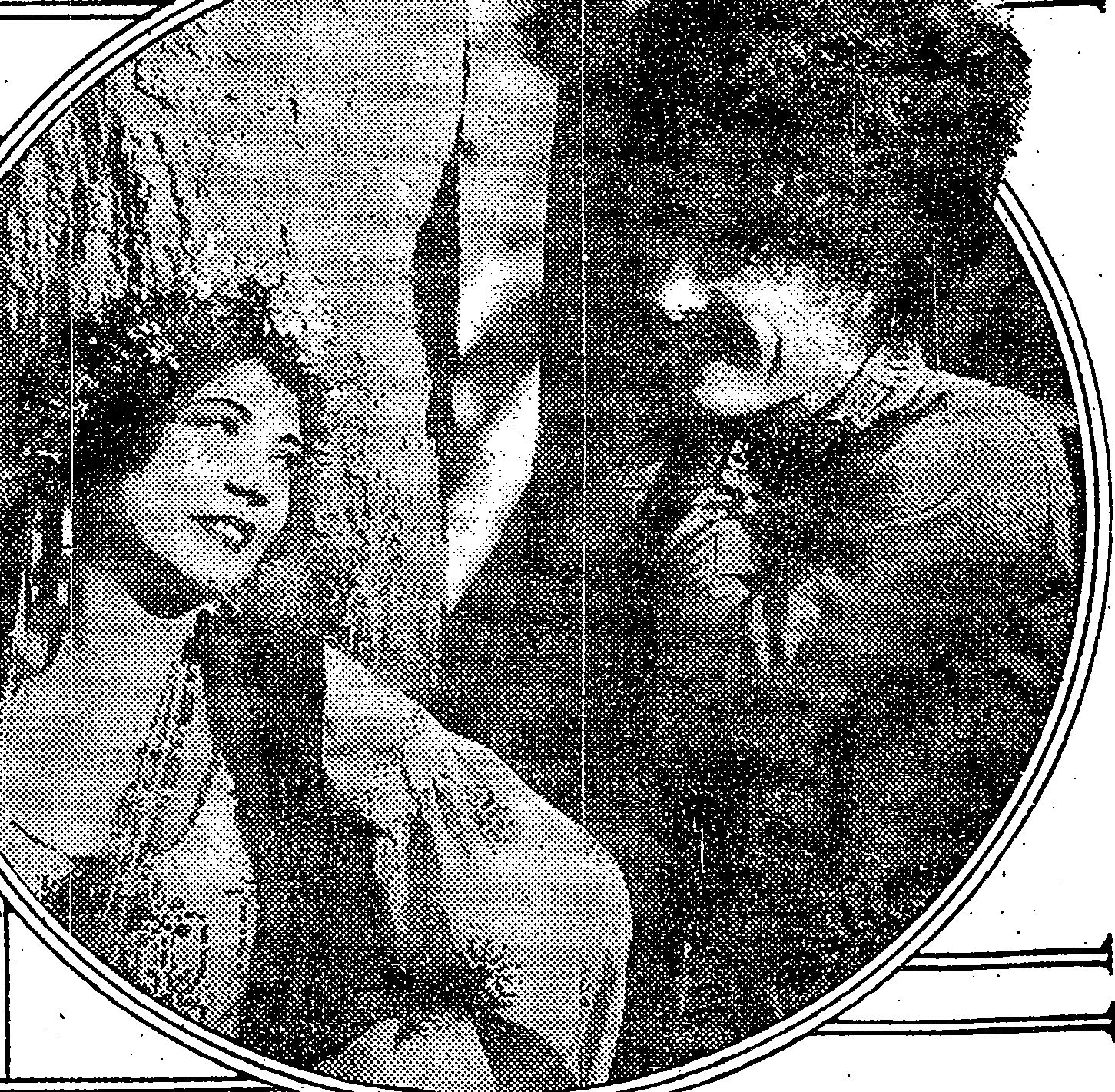
Рене Адоре и Джон Гилберт

- Эрнест Торренс — Иван, атаман станицы Ернак
- Нильс Астер — князь Оленин-Стежнёв
- Дэйл Фуллер — Улитка, мать Марьяны
- Йорк Шервуд — Ерошка
- Пол Хёрст — Зарка
- Мэри Олден — мать Лукашки
- Сидни Брейси — Кузьма, деньщик князя Оленина
- Джозеф Марьевский — турецкий шпион
- Сергей Проценко[1]
- Гавриил Солодухин

## О фильме
Хотя фильм снят по повести Л. Н. Толстого, но сильно от неё отличается и имеет другой финал. Это произошло оттого, что руководители киностудии MGM постоянно требовали различных изменений сценария во время съемок. Фрэнсис Марион, написавшая сценарий, была разочарована многочисленными просьбами и позже сказала, что «потеряла представление о том, о чем на самом деле была история, и материал казался потрепанным со всех сторон», также и исполнтели главных ролей Джон Гилберт и Рене Адоре жаловались на многочисленные переписывания и чувствовали, что их роли были «недостойны», начинавший снимать фильм режиссёр Джордж Хил отказался в итоге от работы, поскольку ему не нравилась тема фильма и он устал от жалоб Гилберта и Адоре. Новым режиссёром был назначен Кларенс Браун, он переснял несколько уже отснятых сцен и завершил фильм.
Фильм полностью снимался на натуре, лишь редкие кадры сняты в павильоне. Для изображения казачьей станицы были построены сложные декорации в Калифорнии в Лорел-каньоне.
Среди изображавших казаков многочисленных статистов были члены «Дижигитской труппы» из более чем 100 настоящих русских казаков, которые в 1926 году прибыли в США из Европы после проведения конных выставок и традиционных казачьих музыкальных и танцевальных шоу в различных городах Франции и Англии.
Отмечается, что во многих сценах Джона Гилберта дублировали профессионалы, в том числе казаки:

Гилберт играет свою роль с лихим чутьем, бросаясь в бой верхом на лошади с горящими глазами и сердечной улыбкой, хотя оставляет самые сложные трюки дублерам и наездникам. По словам Фрэнсис Марион, сценариста фильма, Гилберт также был дублирован в живом исполнении народного танца: Гилберт прыгал, как козел с пчелой в ухе (для ближних съёмок), а его двойник, знаменитый артист русского балета, прыгал, как грациозная антилопа, по горным вершинам.
На тот момент это был самый дорогой фильм киностудии, а Джон Гилберт входил в первые ряды голливудских звёзд, но фильм был успешен, вдвое окупив затраты: при бюджете в $694,000 заработал $ 747,000 в прокате в США и Канаде и ещё $588,000 в зарубежном прокате, итого собрав $1,335,000.
Однако, фильм получил неоднозначные отзывы критиков; так Мордаунт Холл, влиятельный кинокритик «Нью-Йорк Таймс», писал:

Эта картина не особенно волнует, не так сильно, как могла бы. Если бы мистер Гилберт играл так же, как Эрнест Торренс или Рене Адоре, этот фильм приобрел бы значительную силу.— Mordaunt Hall - The Cossacks film review, // The New York Times, June 25, 1928